# Льежский университет
Льежский университет (фр. Université de Liège) — франкоязычный университет, основанный в 1817 году в городе Льеж (Бельгия).

## История
Университет был основан в 1817 году во времена короля Виллема I. Академический зал сооружён по планам Жана Ноэля Шеврона в период с 1819 по 1824 год. Сейчас в этом помещении расположены философский и филологический факультет.

## Структура
Университет состоит из 45 отделений и имеет 8 факультетов. В 2006 году в университете обучалось 17 000 студентов и работало 2 500 преподавателей и учёных.
Поскольку Льежский университет имеет статус государственного, теологический факультет отсутствует. С 1967 года медицинский, естественный и инженерный факультеты расположены на территории кампуса Сарт-Тильман, в нескольких километрах от Льежа. С 1924 года университет имеет научную станцию в Поллер-Венн (Station Scientifique des Hautes-Fagnes). В Веннранди расположена университетская метеостанция, открытая для посетителей.

## Известные преподаватели
- Коллектив лингвистов, известных как «группа Мю».
- Пьер Шарль Жозе Мари, граф Армель — юрист
- Эдуард ван Бенеден — зоолог
- Леопольд Август Варнкёниг — историк, юрист
- Робер Вивье — филолог
- Эжен Каталан — математик
- Годфруа Курт — историк
- Теодор Шванн — физиолог
- Поль Свингс — астроном
- Андре Дюмон — геолог
- Шарль Фьевез — астрофизик и спектроскопист.

## Известные выпускники
- Пьер Шарль Жозе Мари, граф Армель
- Жозеф Вотерс
- Казимир Довнарович
- Люсьен Леопольд Жотран
- Альбер Клод
- Поль Леду
- Н. Л. Мещеряков
- Жан Рей
- Поль Свингс
- Б. В. Томашевский
- Эмиль Фурко — выпускник Школы шахт Льежа, которая позднее вошла в состав Льежского университета
- Каган-Шабшай, Яков Фабианович — Основатель МГТУ «СТАНКИН»